# Marcelino Rodríguez (Morelos)
Marcelino Rodríguez es una localidad del estado mexicano de Morelos. Es parte del municipio de Axochiapan.

## Toponimia
El nombre de la localidad rinde homenaje a Marcelino Rodríguez, militar partícipe de la revolución mexicana.

## Demografía
| Gráfica de evolución demográfica |
|                                  |

| Censo | Población |
| ----- | --------- |
| 1900  | 419       |
| 1910  | 283       |
| 1921  | 256       |
| 1930  | 324       |
| 1940  | 323       |
| 1950  | 476       |
| 1960  | 653       |
| 1970  | 1025      |
| 1980  | 1502      |
| 1990  | 1850      |
| 2000  | 1838      |
| 2010  | 1868      |
| 2020  | 2223      |